# Љубомир Кокотовић
Љубомир Кокотовић (Банатско Карађорђево, 3. новембар 1936 — Банатско Карађорђево, 28. мај 2022) био је српски графичар, сликар и писац.

## Биографија
Љубомир Кокотовић је завршио Академију за ликовне уметности у Београду у класи Зорана Петровића 1962. године. На истом факултету је магистрирао 1965. и специјализирао у класи професорке Љубице Сокић. У току студија навећу пажњу посвећује цртежу у чему му је помогао професор Стојан Ћелић. Касније, специјализирао је графику и у Бриселу, на Високој школи архитектуре и визуелних уметности. Док је живео и радио у Белгији, Енглеској, Француској, Холандији и Италији Љубомир Кокотовић је излагао своје радове на самосталним и групним изложбама графике и цртежа.
Као графичар своје мотиве је најпре проналазио у Лици, одакле је пореклом, док војвођанска иконографије доцније постаје део његове ликовности. У књижевности се огласио збирком прича из живота личких печалбара у Америци "Гут бај Бродвеј, ело Вранс" (1996), као и романом "Трчање за својом сенком" (2006).

Како је рођен и одрастао у Војводини, Љубомир Кокотовић бива окупиран мотивима из Војводине које приказује на својим цртежима и графикама. Чест мотив у његовим делима је бицикл. У каталогу за изложбу која је била организована у Новом Саду, јануара 1967. у оквиру Салона трибине младих, Бранислав Влајков пише како Кокотовић прилази материји са извесном дозом хумора дајући графици нову, освежавајућу ноту. Влајков даље пише: 
"Немиран и непомирљив он много експериментише те одбацује дрворез као и неке раније технике, жртвујући их линогравури. Он на тај начин омогућује себи реализацију својих специфичних идеја. Основа његових напора је одбацити структуру са листова дајући првенство линији. Резултат тога је да његов вибрантни потез добија све више у чистоти."

## Изложбе
Љубомир Кокотовић је први пут излагао 1962. године на групној изложби, док је самостално први пут излагао 1965. године у Београду. Најпре је излагао на колективним изложбама УЛУС-а и Октобарског салона 1963., 1964., 1965., и 1966. године. Затим, излагао је на Бијеналу југословенске графике у Загребу, потом на изложби "Мир , хуманист и пријатељство међу народима" 1965. године у Словењ-Градецу, на изложби Графике београдског круга, Тријеналу савременог југословенског цртежа у Сомбору. На Другој изложби НОБ-а у делима ликовних уметника Југославије, и Уметничкој колонији у Ечки. Кокотовић је од тада имао преко 60 самосталних и колективних изложби у земљи и иностранству. Излагао је са: Ренатом Гутузом, Паблом Пикасом, Салвадором Далијем, Хуан Мироом и Марк Шагалом, као и да га је британска критика уврстила међу четири најзапаженија цртача новијег времена заједно са Гитом Булком (Geeta Premawtee Boolkah). Михалом Худаком (Michal Hudak) и Мауром Молинаријем.

## Важније награде
- Сасоферато - Италија, награда за графику   1973,
- Фрехен – Немачка, награда на Међународном бијеналу графике 1974,
- Сан Франциско – САД, награда на светској изложби графике 1977,
- Кливленд, Јоркшир – Велика Британија, награда на IV и VI Интернационалном бијеналу цртежа,
- Сеул – Кореја, признање на трећој интернационалној изложби минијатура, 1984. године.